# Khadab
Khadab est un village marocain situé près de la ville de Nador et de Beni Chiker. Il présente des paysages variés. 

## Galerie

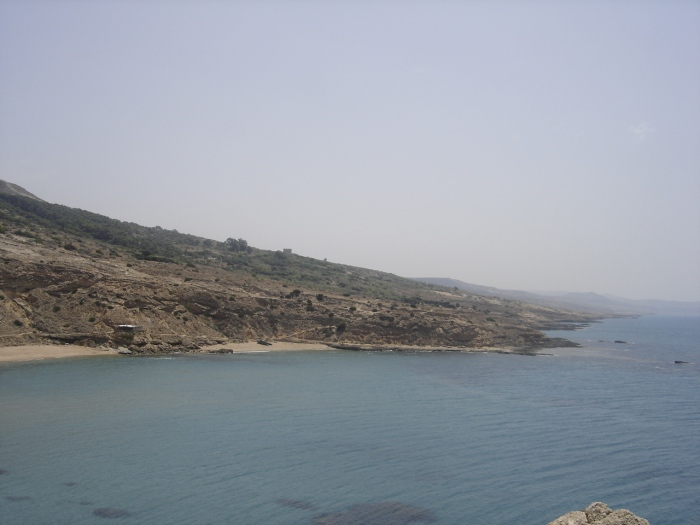
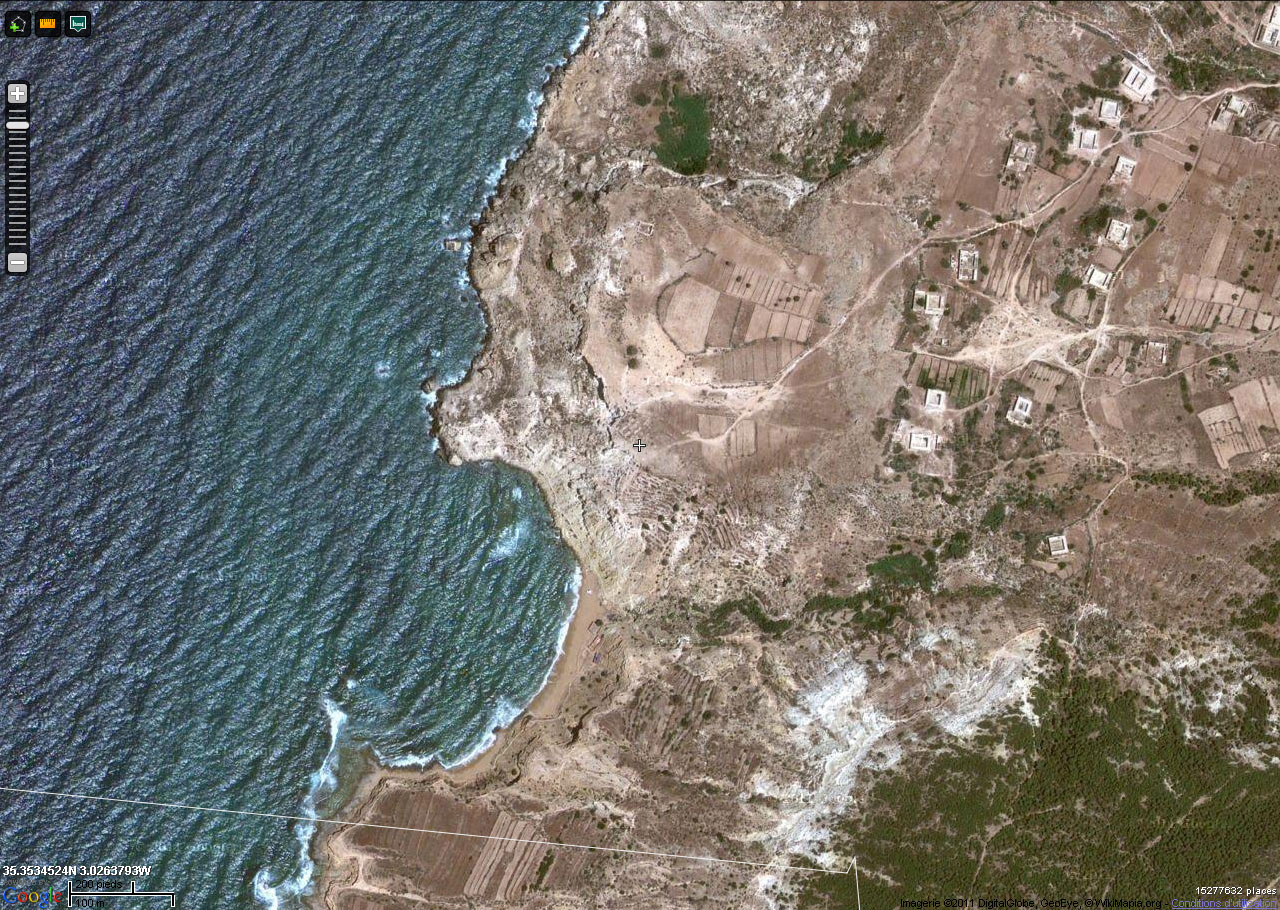